# Rhacaplacarus jacoti
Rhacaplacarus jacoti är en kvalsterart som först beskrevs av Wojciech Niedbała 1987.  Rhacaplacarus jacoti ingår i släktet Rhacaplacarus och familjen Phthiracaridae. Inga underarter finns listade i Catalogue of Life.